# 278
Cette page concerne l'année 278  du calendrier julien. Pour l'année 278 av. J.-C., voir 278 av. J.-C. Pour le nombre 278, voir 278 (nombre).
L'année 278 est une année commune qui commence un mardi.

## Événements
- L’empereur Probus quitte la Gaule pacifiée pour combattre en Rhétie les Burgondes et les Vandales[1] ; il les écrase sur le Ligos, sans doute le Lech, dans les environs d’Augsbourg (Augusta Vindelicorum) et les chasse de Rhétie[2]. Leur chef Igillus et les survivants sont enrôlés de force et sont envoyés en Bretagne comme auxiliaires[3]. Puis Probus progresse vers l'est et passe l'hiver à Siscia[1].

- Le brigand isaurien Lydius, qui sévit en Pamphylie et en Lycie, s'enferme dans Cremna en Pisidie pour échapper à l'armée romaine. Il est tué après un long siège par le gouverneur Terentius Marcianus[4].

## Naissances en 278
- Adrien de Nicomédie.
- Abaye, amora babylonien.

## Décès en 278
- Décès du prince Cao Yu